# دیمچرچ
دیمچرچ (به انگلیسی: Dymchurch) یک روستا و محله مدنی در بریتانیا است که در Folkestone and Hythe واقع شده‌است. دیمچرچ ۳٬۷۵۲ نفر جمعیت دارد.